# 拜巴爾
拜巴尔或譯巴伊巴爾斯（胜利王、豹子一樣的國王；全名马利克·扎希尔·鲁克-丁·拜巴尔，羅馬化：al-Malik al-Ẓāhir Rukn al-Dīn Baybars al-Bunduqdārī，1223年或1228年—1277年7月1日），埃及苏丹，马木留克王朝统治者（1260年－1277年在位）。他是一个强悍的军事家和政治家，曾擊敗登陸埃及的十字軍與入侵敘利亞的蒙古軍隊。

## 生平
拜巴尔一世生于南俄罗斯草原，逃亡克里米亞，被蒙古人抓获后作为奴隶卖到叙利亚。他的第一个主人惊异于他的强健体格，把他卖给了一个埃及的马木留克弩炮队军官，因此又名拜巴尔·班度克達里，只是用了800第納爾。但因其中一隻眼有白內障，因此被退貨，後被阿尤布王朝的蘇丹所救。
他先是充当阿尤布王朝最后一代苏丹萨利赫的侍卫，不久成为馬木路克领袖艾伯克麾下的将领。艾伯克在混乱中推翻了阿尤布王朝，成为埃及的第一位马木路克苏丹。
1249年，由法国国王路易九世率领的第七次十字军入侵埃及。1250年，拜巴尔參與了马木路克打败路易九世的著名战役。
当时正是蒙古人入侵西亚的高潮时期，1258年成吉思汗之孙旭烈兀攻陷阿拔斯王朝首都巴格达之后屠杀城中居民，震惊了整个穆斯林世界。旭烈兀随之命令将领怯的不花入侵叙利亚。在这种紧急的形势下，拜巴尔在苏丹忽都斯领导下，于1260年9月3日率领马木路克骑兵在阿音札鲁特战役中打败了蒙古先锋部队，从此终结了蒙古人向西方的扩张。西方历史学家十分重视这一战的意义，认为它挽救了整个伊斯兰教和基督教的文明。

### 马木留克君主
拜巴尔一世在击退蒙古人和占领叙利亚后杀害了忽都斯，自立为埃及苏丹。
1261年，拜巴尔的一名阿蘭商人勸金帐汗国別兒哥改宗伊斯蘭教，這使埃及可以定期到南俄購買新的欽察年輕人補充馬木留克軍，也可牵制伊兒汗旭烈兀，使之停止向叙利亚進軍。
拜巴尔一世致力于消灭巴勒斯坦的各十字军国家及驅逐伊兒汗國勢力，与之常年作战。他在1263年围攻阿克未能获胜；在阿苏夫、海法和凱撒利亞等地则获得了胜利。但最主要的十字军国家安条克公国仍未能攻下。1266年拜巴尔一世打败了安条克公国在西亚仅有的同盟亚美尼亚。在失去盟军援助后，经过数月围攻，安条克于1268年5月18日陷落。安条克公爵博希蒙德六世弃城逃走，城中居民大多被拜巴尔一世卖为奴隶。十字军失去了在圣地的重要基地，在击退1271年的第九次十字军東征后，拜巴尔一世对埃及和叙利亚实现了稳固的统治。

### 去世
1277年，拜巴尔一世在叙利亚因誤飲為人準備的毒馬奶酒而死。

## 参見
- 巴赫里王朝
- 庫曼人
- 欽察